# Libertine
(Mylène Farmer in Libertine)
Libertine (Bad girl nella versione inglese) è il titolo del quarto singolo della cantautrice francese Mylène Farmer estratto dall'album di esordio Cendres de lune, pubblicato il 1º aprile 1986.
Con le sue 400 000 copie vendute, Libertine rappresenta il primo successo popolare della rossa in Francia, grazie principalmente al videoclip che accompagna questo fortunato singolo.

## Video musicale
Il video è stato girato dal regista Laurent Boutonnat presso il castello di Ferrières a Ferrières-en-Brie, e il castello di Brou a Brou-sur-Chantereine. Nel video la Farmer interpreta un'ambigua libertina alle prese con la sua rivale, la quale tenta di vendicare il suo uomo che fu ucciso da Libertine in un duello.
La durata del video supera i di 10 minuti, dunque viene considerato come un vero e proprio corto metraggio. La durata e il costo del video fa sì che la Farmer diventi la prima artista francese a presentare dei videoclip in forma di cortometraggio (proprio come Michael Jackson). Oltre a questo primato in madre patria, col video di Libertine la Farmer diventa anche la prima donna in assoluto che si spoglia integralmente in un videoclip musicale.

## Versioni ufficiali
1. Libertine (Album Version) (3:48)
2. Libertine (Single Version) (3:38)
3. Libertine (Nouveau Mix) (3:35)
4. Libertine (Version Longue) (4:28)
5. Libertine (Remix) (4:33)
6. Libertine (Remix Special Club) (5:55)
7. Libertine (Carnal Sins Remix) (7:02)
8. Libertine (Y-Front Remix) (4:06)
9. Libertine (Instrumental) (3:33)
10. Libertine (Bande Originale du clip) (10:53)
11. Libertine (Live Version 89) (12:06)
12. Libertine (Live Version 96) (4:59)
13. Libertine (Live Version 09) (5:35)

## Lista di artisti che hanno cantato una cover del brano
- Ludwig Von 88 (1994)
- Edwige Chandelier 1996)
- Les enfoirés (2000)
- Kate Ryan (2003)
- Soft Cell (2004)
- Les Suprêmes Dindes (2007)
- La Pompe Moderne (2010)
- Maryvette Lair (2011)